# Архиепископија аустралијска
Архиепископија аустралијска (енгл. Archdiocese of Australia) епархија је Цариградске патријаршије.
Надлежни архијереј је архиепископ Стилианос (Харкианакис) (грч. Στυλιανός), а сједиште архиепископије се налази у Сиднеју.

## Историја
Први православни свештеник Цариградске патријаршије у Сиднеју и Мелбурну је био архимандрит Доротеос Бакалиарос. Марта 1924. била је основана Митрополија аустралијска и новозеландска као епархија Цариградске патријаршије. Први митрополит је био Христофор Книтис. Године 1929. митрополит Христофор се вратио назад у своју отаџбину, на острво Самос. Умро је 7. августа 1959. године.
Године 1931. Тимотеј Евангелинидис је био изабран као други по реду митрополит аустралијски и новозеландски. Дана 28. јануара 1932. дошао је у Аустралију и налазио се на челу митрополије све до 1947. када је био изабран за митрополита на Родосу. Дана 22. априла исте године, Теофилактос Папатанасопулос је био изабран као трећи митрополит. Дана 2. августа 1958. митрополит Теофилактос је страдао у аутомобилској несрећи. Фебруара 1959. помоћни епископ Архиепископије америчке, епископ Езекијел, био је изабран за митрополита аустралијског. Дошао је у Сиднеј дана 27. априла 1959.
Дана 1. септембра 1959. Митрополија аустралијска и новозеландска је била уздигнута на ранг архиепископије, а митрополит Езекијел у ранг архиепископа. Августа 1974. Цариградска патријаршија је поставила архиепископа Езекијела за митрополита писидијског. Умро је у јула 1987. године у Атини. Дана 3. фебруара, Свети синод Цариградске патријаршије је изабрао митрополита Милетоуполиса Стилианоса Харкианакиса, предавача на Универзитету у Солуну, за новог архиепископа аустралијског. Архиепископ Стилианос је дошао у Сиднеј дана 15. априла 1975. године и био је званично устоличен на Лазареву суботу дана 26. априла исте године.
Године 1970. из састава Архиепископије аустралијске и новозеландске је издвојена Митрополија новозеландска.

## Организација
Архиепископија аустралијска Цариградске патријаршије је јединствена епархија са пет архијерејских намјесништава: Нови Јужни Велс и Аустралијска престоничка територија, Викторија и Тасманија, Јужна Аустралија и Сјеверна територија, Квинсленд и Нова Гвинеја и Западна Аустралија.
Архиепископ аустралијски има четири помоћна епископа.
Архиепископија има око 115 парохија (заједница, мисија) и 8 манастира. Највећи мушки манастир је манастир Свечарице (Пантанаса), Нови Јужни Велс, а највећи женски манастир је манастир Горгоепикоос, Викторија.